# Herrgården
Herrgården är ett delområde inom stadsdelen Rosengård i Malmö. 
Herrgården ligger mellan Stackelbergs väg och Inre ringvägen, söder om Amiralsgatan. Området består av flerfamiljshus, byggda i slutet av 1960-talet. 
Rosengård herrgård, som stadsdelen är uppkallad efter, ligger i området. Numera används den bland annat till teaterverksamhet. Kring herrgården finns Rosengårdsbadet, Rosengårds ishall och Rosengårdsskolan. Rosengårds idrottsplats och den katolska kyrkan Sankta Maria i Rosengård ligger också i området. I delområdet finns Fölets, Herrgårdens, Högatorps, Kastanjens, Klövervallens, Prästkragens, Rondellens och Stockrosens förskolor.
Herrgården är Socialdemokraternas starkaste fäste i Sverige. I riksdagsvalet 2010 fick partiet 87,52 procent.

## Historia

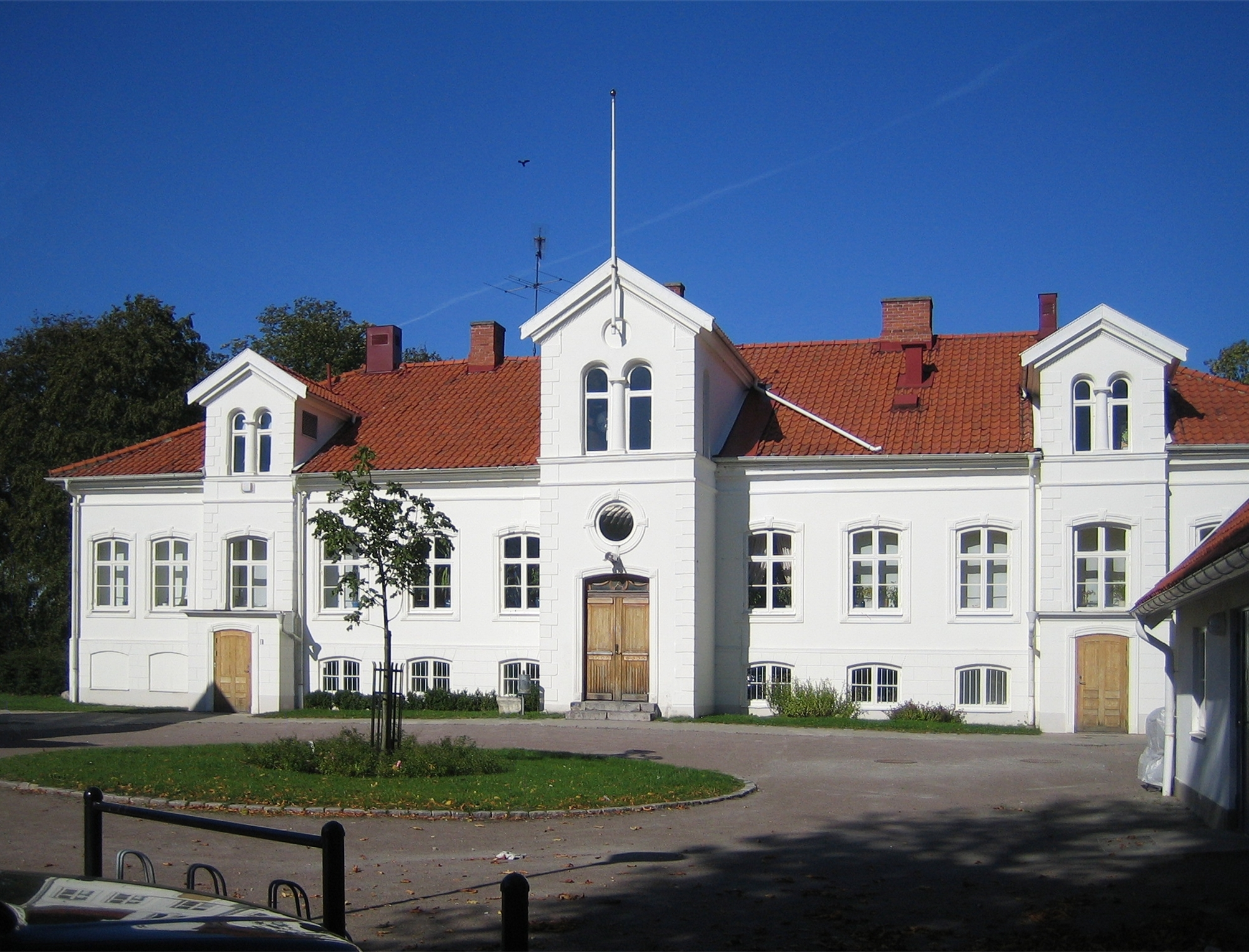
Den ursprungliga herrgården

Herrgården färdigställdes 1967 och omfattade förutom bostadsbebyggelse även barndaghem, lekskola, låg-, mellan- och högstadieskola. Området planerades för sammanlagt 31 flerbostadshus i tre, sex och nio våningar. Herrgården var planerat för cirka 3 000 invånare. Lägenheterna i området består av tre till fyra rum och kök.
BGB i Malmö stod som byggherre till samtliga flerbostadshus. De förvaltas av ett flertal privata ägare. Husen är ritade av Arkitektkontoret Thorsten Roos och Sven Ivar Ekstrand. Husen i Herrgården står i ett rätvinkligt mönster kring en liten grönyta, skolor och daghemsbyggnader. Husen står vinkelrätt mot varandra så att tydliga gårdsrum har skapats. Området har fått en tydlig sammanhållen gestaltning. Balkongerna är delvis indragna och inglasade. Herrgården får sin identitet av den täta och förhållandevis slutna bebyggelsestrukturen och det gula teglet i alla fasader. Entréerna har vänds mot varandra, så att entrégårdar har skapats. Dessa var ursprungligen asfalterade, men genom miljöförbättringsåtgärder under 1980-talet tillkom gräsyta och nyplanteringar. Gräsytor finns även mellan och utanför bebyggelsen. Området såldes av 1994 till privata fastighetsägare, men år 2006 återköptes en del av det allmännyttiga MKB. Bostäderna i den västra delen av området ligger vid von Rosens väg och ägs av MKB, medan i den östra delen ligger bostäderna vid Ramels väg och ägs av det privata fastighetsbolaget Victoria Park.
År 2015 började området kameraövervakas av polisen på grund av en hög nivå av kriminalitet.

## Trafik och service
Området är planerat enligt trafikseparerande principer. Gående och cyklande har egen bana och övriga fordon har sin bana. Gående och cyklande kan nå andra delar av Rosengård och området utanför Inre Ringvägen via planskilda korsningar över eller under de omgivande vägarna. 
Inom Herrgården var servicenivån ursprungligen mycket låg då all affärsverksamhet förlades till Rosengård centrum. Efterhand har viss affärs- och serviceverksamhet etablerats i området till exempel en livsmedelsaffär, cykelaffär och frisersalong. Ett inslag i gatubilden är falafelvagnarna som finns representerade i stora delar av Rosengård. Väster om bostadsbebyggelsen i Herrgården ligger den gamla gården Rosengård där Teater X bedriver verksamhet. Kring den gamla gården finns en stor idrottsanläggning med utomhusbassäng, simhall, konstisbana, fotbollsplaner, tennisbanor, handbollsbanor, volleybollbanor, badmintonbanor och friidrottsanläggning.